# 義務教育の段階における普通教育に相当する教育の機会の確保等に関する法律
義務教育の段階における普通教育に相当する教育の機会の確保等に関する法律（ぎむきょういくのだんかいにおけるふつうきょういくにそうとうするきょういくのきかいのかくほとうにかんするほうりつ、平成28年12月14日法律第105号）は、教育機会の確保に関する日本の法律である。略称は、教育機会確保法。
自由民主党、公明党、民進党、おおさか維新の会（現、日本維新の会）など超党派の議員立法で2016年（平成28）12月に成立・公布、同時に一部が先行施行された。

## 概要
教育機会の確保等に関する施策に関し、基本理念を定め、並びに国及び地方公共団体の責務を明らかにするとともに、基本指針の策定その他の必要な事項を定めることにより、教育機会の確保等に関する施策を総合的に推進することを目的としており、公布の日から起算して2月を経過した日から施行することとしている。